# Ede ica
Pour les articles homonymes, voir Idaasha.
L’ede ica (ou itcha) est une langue yoruboïde du groupe ede parlée au Bénin dans la commune de Bantè par les Ica. Ses deux dialectes sont le nca et l’ilodji.

## Écriture
L’ede ica est écrit avec une orthographe basées sur l’Alphabet des langues nationales béninoises. Un alphabet a été adopté en 2022 pour le ncà.
| a | b | c | d  | ɖ | e | ɛ | f | g | gb | h | i | j | k | kp |
| l | m | n | ny | o | ɔ | p | s | t | u  | w | x | y |   |    |

Les voyelles nasales sont représentées en suivant la lettre de la voyelle avec la lettre n : ‹ in ɛn un ɔn an ›.
Les tons sont indiqués avec des accents :
- l’accent aigu indique le ton haut ;
- l’absence d’accent indique le ton moyen ;
- l’accent grave indique le ton bas.